# Раздвоение личности (альбом)
«Раздвоение личности» — девятый студийный альбом российской рок-группы «Сплин».

## История альбома

### Первые новые песни на концертах и начало записи альбома
Первые песни с будущего альбома стали звучать на концертах осенью 2005 года. Сразу три новые песни прозвучало на концерте в ДК Горбунова 8 октября 2005 года. Это были песни «3007», «Лепесток» и «Вместо письма».
В феврале—марте 2006 начались студийные сессии материала сочиненного ещё в конце 2005 года, и на каждом концерте звучало всё больше и больше новых композиций. В это же время происходили изменения в составе группы — на апрельском концерте в московском клубе «Точка» на сцене не появился гитарист Стас Березовский. На крики из зала «Где Березовский?» Александр Васильев пояснил, что Стас Березовский занялся сольным творчеством. Вместо Березовского в этот вечер на сцене сразу два новых гитариста, ни один из которых в дальнейшем не задержался в группе. В апреле—мае группу также покинули один из новых гитаристов и флейтист Ян Николенко, работавший в группе с конца 1998 года. Причиной ухода Николенко, по официальной версии, являлось его желание полностью сосредоточиться на возрождении свой прежней команды «Эдипов комплекс».

### Первый радиосингл. Продолжение записи
В начале мая на волнах радиостанции «Наше радио» появился первый радиосингл с готовящегося альбома — песня «Прочь из моей головы». Первоначально в роли пилотного сингла планировалась «Волна» или «Мама мия», но Васильев принял решение запустить в эфир именно «Прочь из моей головы» на тот момент только-только записанную. В чарте песня высоко не поднялась. Дата релиза нового альбома предварительно озвучивается[кем?][где?][когда?] как сентябрь 2006 года.
Летом группа продолжает работать в студии над новым альбомом и гастролировать. В Москве на концерте 14 июля в саду «Эрмитаж» группа предстаёт перед зрителями уже в виде квартета Васильев — Сергеев — Мещеряков — Ростовский. Васильев на сцене с новой гитарой, которую ему преподнесли накануне, по случаю дня рождения. На протяжении практически всего концерта, проходящего на открытой площадке, идёт дождь, что, впрочем, не столько мешает, сколько подчёркивает особую атмосферу этого концерта, который очень органично начинается с композиции «Человек и дерево». В этот раз играется более десяти новых песен, среди которых особо запоминается исполнение новой песни «Император».
К концу лета альбом почти записан, последний концерт в Москве группа даёт в начале августа, после чего с сольными концертами в столице группа появится только в начале следующего года. Проходят слухи, что релиз нового альбома откладывается до ноября. Осенью у четы Васильевых рождается сын, которому Александр и посвящает песню «Сын».

### В ожидании альбома
В ноябре в клубе «Апельсин» проходят съёмки клипа на новую песню «Скажи» (хотя изначально на эту роль претендовали песни «Бетховен» и «Мобильный»). В это же время композиция впервые прозвучала по радио (в ротацию она войдёт несколько позже), а в декабре клип «Скажи» стартует в эфирах музыкальных телеканалов. Вопреки всеобщему ожиданию, ни в ноябре, ни в декабре новый альбом не выходит. В декабре становится известно, что выпуск пластинки отложен до февраля 2007 года. В конце декабря озвучивается и так долго терзавшее поклонников коллектива своей неизвестностью название нового альбома — «Раздвоение личности».

### 2007 год. Раздвоение личности
Сразу же после Нового Года — 4 и 5 января «Сплин» выступает с концертами в московском клубе Б2, где впервые звучат песни «Тень» и «Матч» с нового альбома. На этих концертах в составе группы впервые появляется новый участник — бас-гитарист Дмитрий Кунин, в то время как Вадим Сергеев, по выражению Васильева «переходит на правый фланг» и теперь играет роль гитариста.
Выпуск альбома состоялся 7 февраля 2007 года. 23 февраля на малой спортивной арене Лужников прошёл концерт-презентация нового альбома — концерт длился более 2 часов. В этот вечер со сцены прозвучало более 40 песен, среди которых оказались все песни с нового альбома и множество композиций прошлых лет. Особенно яркими моментами концерта стали исполнение песни «Император» с длинным нагнетающим атмосферу инструментальным вступлением (непонятно, почему песня не вошла именно в таком виде на альбом) и финал концерта — исполнение песни «Всего хорошего» без инструментов, только под ударные (надо сказать, что этот номер можно было видеть ещё на январских концертах в Б2).

## Список композиций
Слова и музыка всех песен — Александр Васильев (кроме песни "Маяк" на стихи В. Маяковского "Лиличка! Вместо письма" 1916 г.).
| №   | Название                | Длительность |
| --- | ----------------------- | ------------ |
| 1.  | «Мелькнула чья-то тень» | 3:16         |
| 2.  | «Скажи»                 | 3:09         |
| 3.  | «Матч»                  | 2:48         |
| 4.  | «На счастье!»           | 2:41         |
| 5.  | «Волна»                 | 3:28         |
| 6.  | «Лепесток»              | 3:37         |
| 7.  | «Император»             | 1:15         |
| 8.  | «Бетховен»              | 2:41         |
| 9.  | «Маяк»                  | 3:47         |
| 10. | «Праздник»              | 2:17         |
| 11. | «Сухари и сушки»        | 5:29         |
| 12. | «Мобильный»             | 3:22         |
| 13. | «Колокол»               | 3:35         |
| 14. | «Пробки»                | 4:01         |
| 15. | «Мамма Миа»             | 2:59         |
| 16. | «Прочь из моей головы»  | 3:19         |
| 17. | «Сын»                   | 1:50         |

### Участники записи
Сплин
- Александр Васильев — вокал, гитара, клавиши
- Алексей Мещеряков — барабаны, электрогитара, акустическая гитара
- Вадим Сергеев — бас-гитара, электрогитара, акустическая гитара
- Николай Ростовский — клавиши

Другие
- Ян Николенко — флейта, клавиши (6), бэк-вокал (15)
- Стас Березовский — электрогитара (6)
- Елена Тузова — виолончель (9)
- Евгений Панков — клавиши (1)
- Александр Морозов — семплы (4)
- Александра Васильева — бэк-вокал (13), (16)
- Звукорежиссёры — Сергей Большаков и Денис Юровский

## Видеоклипы
| Год  | Клип                 | Режиссёр     |
| ---- | -------------------- | ------------ |
| 2006 | Скажи                | Михаил Сегал |
| 2007 | Мамма Миа            | Антон Сиверс |
| 2007 | Прочь из моей головы | —            |
| 2008 | Сухари и сушки       | —            |
| 2008 | Лепесток             | —            |
| 2008 | Волна                | —            |